# Mike Pollitt
Michael Francis Pollitt – detto Mike – (Farnworth, 29 febbraio 1972) è un ex calciatore britannico, di ruolo portiere.

## Palmarès

### Club

#### Competizioni nazionali
- Coppa d'Inghilterra: 1

Wigan: 2012-2013

### Individuale
- Squadra dell'anno della PFA: 2

1999-2000 (Division Three), 2000-2001 (Division Three)